# Shelfordina panamae
Shelfordina panamae är en kackerlacksart som först beskrevs av Morgan Hebard 1920.  Shelfordina panamae ingår i släktet Shelfordina och familjen småkackerlackor.
Artens utbredningsområde är Panama. Inga underarter finns listade i Catalogue of Life.